# سیارک ۲۷۲۵۴
سلام
روح الله نوروزی مقدم متولد ۱۳۵۹/۰۲/۳۰ در شهرستان فیروزآباد فارس دارای لیسانس در رشته برق و ابزار دقیق ساکن شیراز شاغل در شرکت ملی حفاری ایران